# Propodeum
Propodeum (aus altgr. πρό ‚vor‘ und πόδιον ‚Fuß‘, ) bezeichnet bei Hautflüglern mit Wespentaille das erste Segment des Hinterleibs (Abdomen). Die Einheit aus Propodeum und Thorax bildet das Mesosoma. Es weist kein Sternum auf und ist fest mit dem Metanotum verwachsen.
Dieses Segment verjüngt sich nach hinten und gibt der Wespentaille der Hautflügler ihre typische Form, gemeinsam mit dem nur manchmal vorhandenen Stielchenglied (Petiolus).

## Einzelbelege
1. ↑  Harry A. Dade: Anatomy and dissection of the honeybee. IBRA, 1994, S. 25.
2. ↑  Hajimu Takada: Aphidiidae of Japan (Hymenoptera). In: Insecta Matsumurana. Band 30, Nr. 2, 1968, S. 67–124.
3. ↑  Vittorio Delucchi: Beiträge zur Kenntnis der Pteromaliden (Hym., Chalcidoidea). In: Zeitschrift für Angewandte Entomologie. Band 38, Nr. 2, 1956, S. 121–156.
4. ↑  Wolter Hellén: Die Mymariden Finnlands (Hymenoptera: Chalcidoidea). Societas pro Fauna et Flora Fennica, 1974, DNB 740427326.
5. ↑  Lars Vilhelmsen, Istvan Miko, Lars Krogmann: Beyond the wasp‐waist: structural diversity and phylogenetic significance of the mesosoma in apocritan wasps (Insecta: Hymenoptera). In: Zoological Journal of the Linnean Society. Band 159, Nr. 1, 2010, S. 22–194, doi:10.1111/j.1096-3642.2009.00576.x
6. ↑  Malkiat S. Saini, Surjit S. Dhillon: Metapleural transformations with respect to propodeum and metapostnotum in Hymenoptera. In: Florida Entomologist. 1980, S. 286–292.